# Diplodoc
Els diplodocs (Diplodocus) són un gènere de dinosaure sauròpode de la família dels diplodòcids, els fòssils dels quals foren descoberts per primer cop el 1877 per Samuel Wendell Williston. El nom genèric, encunyat per Othniel Charles Marsh el 1878, és un terme neollatí derivat dels mots grecs διπλόος diploos, 'doble' i δοκός dokos, 'biga'. El nom és en referència als xebrons de doble biga situats a la part inferior de la cua del dinosaure. Originalment, es pensava que aquests ossos eren únics a Diplodocus; tanmateix, més recentment se'ls ha descoberts en altres membres de la família dels diplodòcids i en sauròpodes no diplodòcids com ara Mamenchisaurus.
Visqué en el que actualment és l'oest de Nord-amèrica a finals del període Juràssic. El diplodoc és un dels fòssils de dinosaure més comuns de la formació de Morrison superior, una seqüència de sediments marins soms i al·luvials dipositats fa entre 150 i 147 milions d'anys, en el que actualment s'anomena els estatges Kimmeridgià i Titonià. La formació de Morrison reflecteix un ambient i un temps dominats per dinosaures sauròpodes gegantins com ara el camarasaure, el barosaure, l'apatosaure o el braquiosaure.
Diplodocus és un dels dinosaures més fàcils de reconèixer, amb la seva forma típica de dinosaure, els seus coll i cua llargs i les seves quatre potes robustes. Durant molts d'anys, fou el dinosaure més llarg conegut. La seva gran mida podria haver intimidat predadors com l'al·losaure o el ceratosaure; les seves restes han estat trobades als mateixos estrats, cosa que suggereix que convivien amb el diplodoc.

## Morfologia

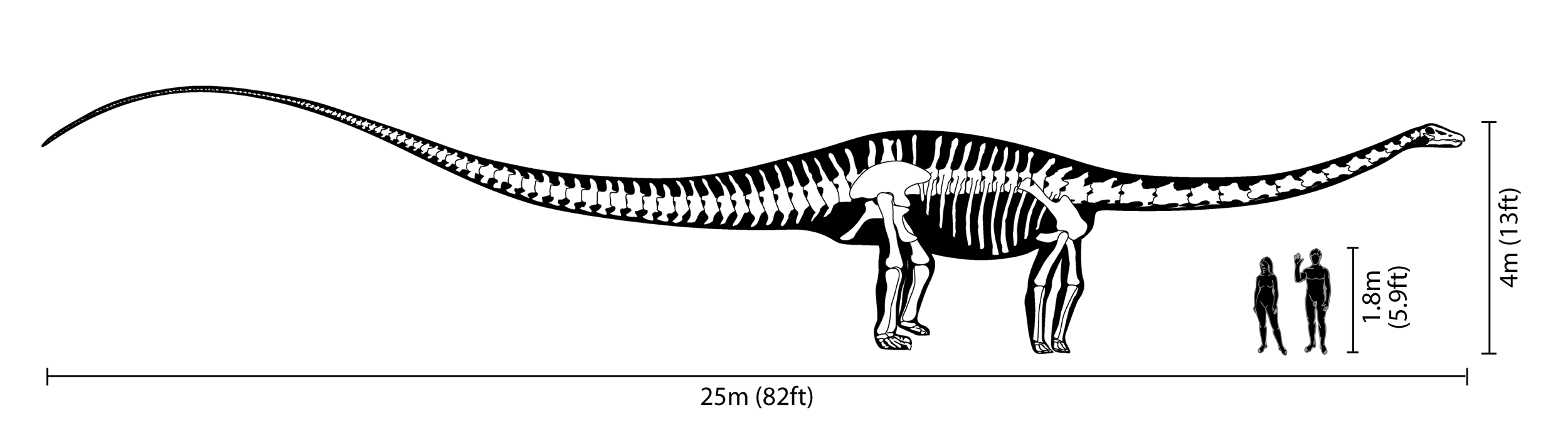
Diagrama de l'esquelet en comparació amb un humà

El diplodoc, un dels sauròpodes més ben coneguts, era un enorme animal quadrúpede de coll llarg, amb una llarga cua semblant a un fuet. Les seves potes anteriors eren lleugerament més curtes que les posteriors, donant-li una postura més aviat horitzontal. La mecànica d'aquest animal de coll i cua llargs i amb quatre potes robustes ha estat comparada amb la d'un pont suspès. De fet, Diplodocus és el dinosaure més llarg conegut a partir d'un esquelet complet. Les restes fragmentàries de D. hallorum n'han augmentat la mida estimada, tot i que no tant com es pensava anteriorment; quan se'l descrigué originalment el 1991, el descobridor David Gillette calculà que podria haver mesurat fins a cinquanta-quatre metres, convertint-lo en el dinosaure més llarg conegut, tret de certs dinosaures coneguts a partir de restes especialment fragmentàries, com ara Amphicoelias. Algunes estimacions del seu pes arribaven fins a 113 tones. Aquesta revisió es basava en descobriments recents, que mostren que de fet les enormes vèrtebres caudals estaven situades més endavant en la cua del que havia calculat inicialment Gillette. L'estudi mostra que l'esquelet complet de diplodoc al Museu Carnegie d'Història Natural de Pittsburgh (Pennsilvània), en el qual es basaven les estimacions del sismosaure, tenia una tretzena vèrtebra caudal d'un altre dinosaure, augmentant-ne les estimacions de mida en fins a un 30%. Tot i que dinosaures com ara el supersaure eren probablement més llargs, les restes fòssils d'aquests animals són només fragmentàries.

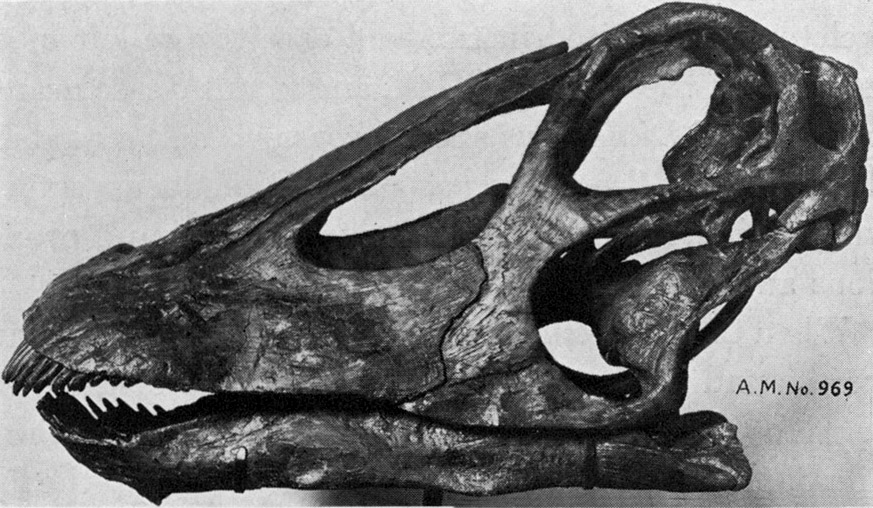
Crani de diplodoc de la pedrera de Bone-Cabin.

El crani del diplodoc era molt petit en comparació amb la mida de l'animal, que podria arribar fins a trenta-cinc metres de longitud, dels quals més de sis eren del coll. Diplodocus tenia unes petites dents semblants a "pinces" que apuntaven cap endavant, i que només eren presents a les seccions anteriors de la mandíbula. El seu neurocrani era petit. El coll es componia d'un mínim de quinze vèrtebres i actualment es creu que es mantenia paral·lel a terra, i que no es podia elevar gaire més amunt del pla horitzontal. Les estimacions més recents de la massa es troben entre deu i setze tones: 10 tones; 11,5 tones; 12,7 tones; i 16 tones.

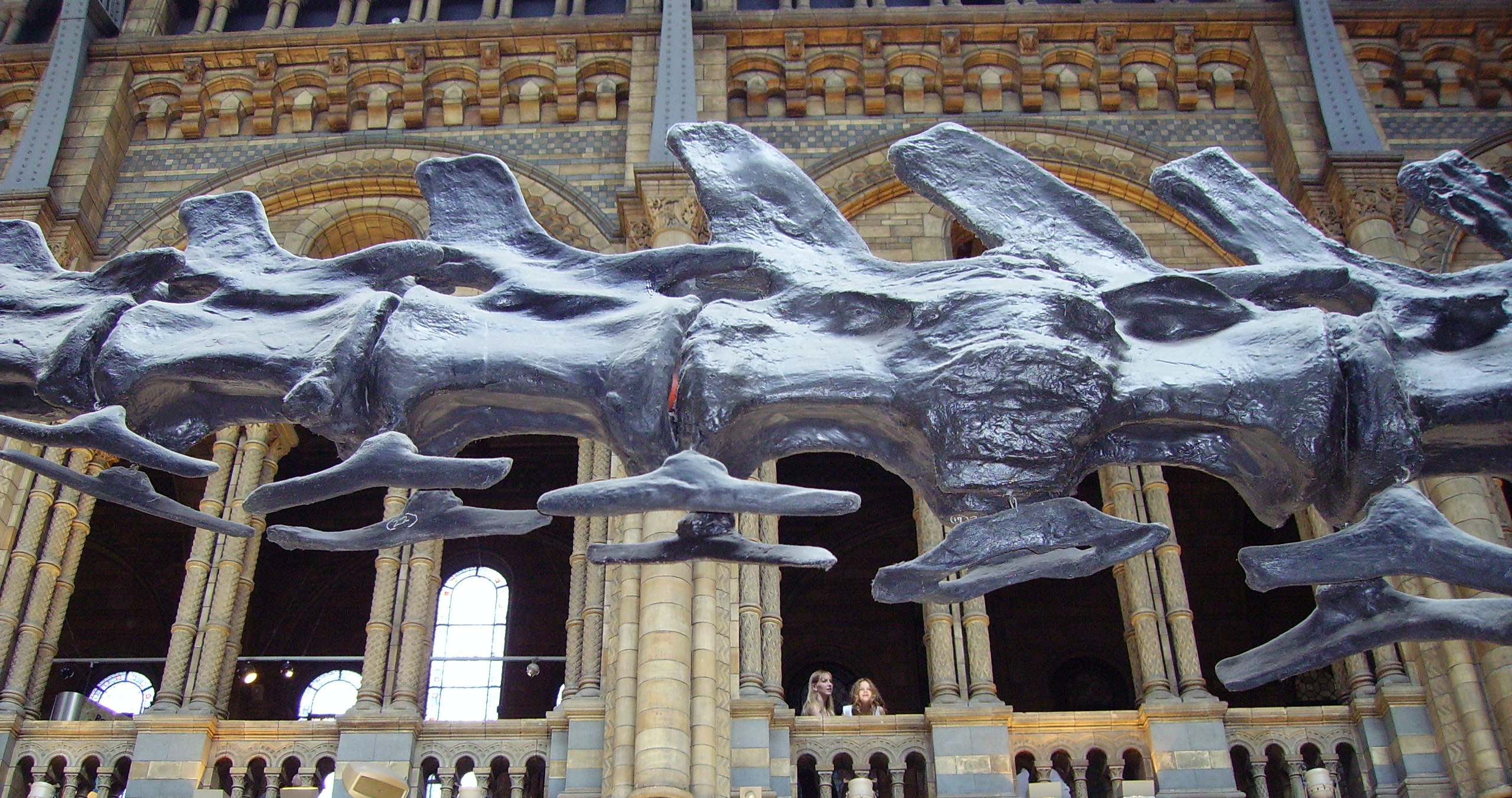
Vèrtebres caudals de Diplodocus carnegiei, Natural History Museum, Londres.

Diplodocus tenia una cua extremament llarga, composta d'unes vuitanta vèrtebres caudals, que és gairebé el doble que les que tenien alguns dels sauròpodes més primitius (com ara Shunosaurus amb 43), i moltes més que macronaris contemporanis (com ara el camarasaure amb 53). Hi ha especulació sobre si hauria tingut una funció defensiva o sònica. La cua podria haver estat un contrapès per al coll. La part del mig de la cua tenia "bigues dobles", uns ossos amb una forma estranya a la part inferior, que donaren el seu nom a Diplodocus. Podrien haver estat un suport per les vèrtebres, o potser evitaven que els vasos sanguinis es rebentessin si la cua tan pesant de l'animal tocava el terra. Aquestes "bigues dobles" també existeixen en alguns dinosaures relacionats.
Com en altres sauròpodes, els peus anteriors del diplodoc estaven altament modificats, i els ossos dels dits i de les mans estaven arranjats en una columna vertical, amb forma de ferradura vista en perfil transversal. El diplodoc mancava d'urpes en tots els dígits de les potes anteriors menys un, i aquesta urpa era particularment grossa en comparació amb altres sauròpodes, aplanada pels costats, i separada dels ossos de la mà. La funció d'aquesta urpa particularment especialitzada és desconeguda.

## Descobriment i espècies

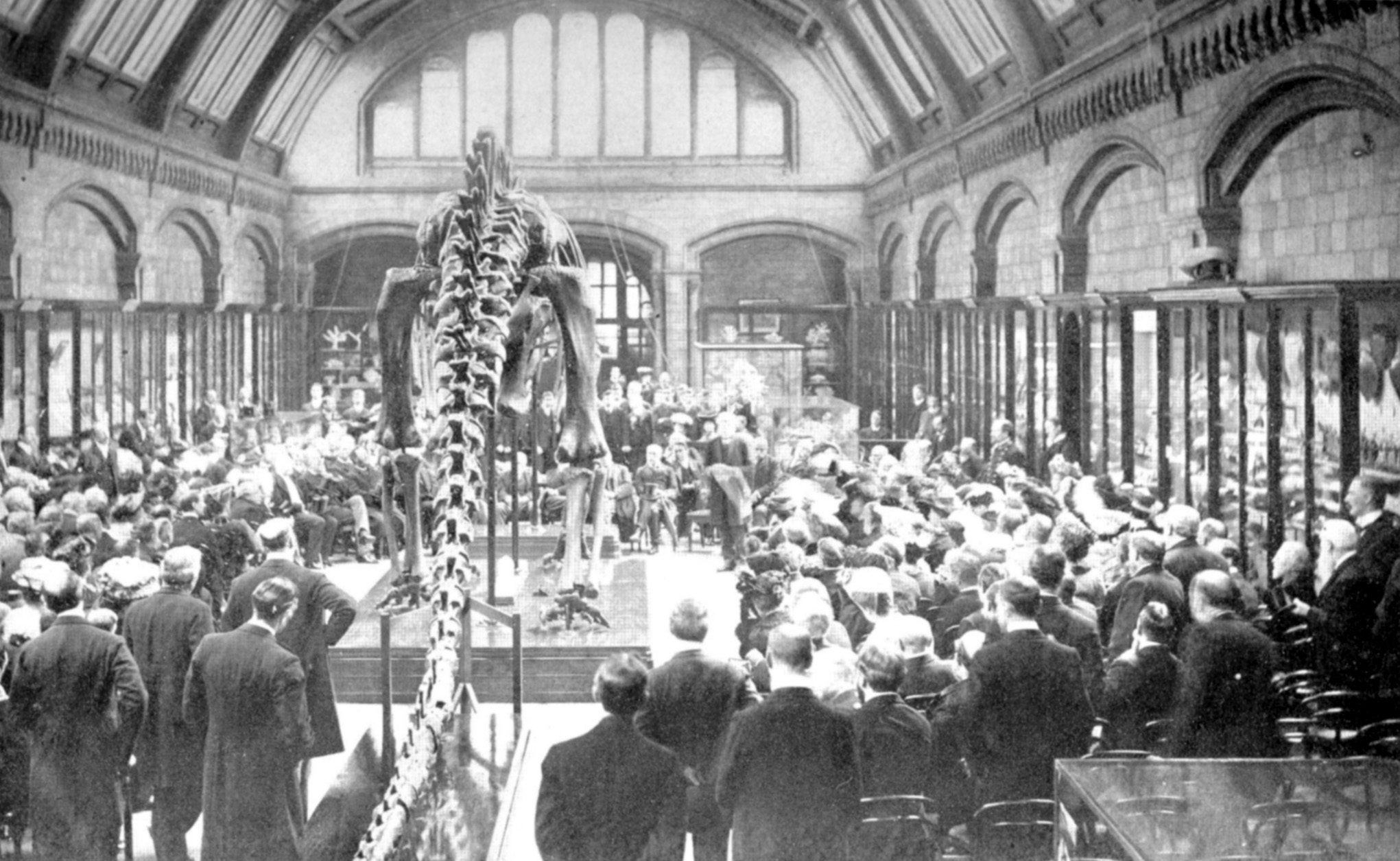
Presentació de la primera rèplica de Diplodocus carnegiei als síndics del British Museum of Natural History, 12 de maig del 1905. Lord Avebury és qui parla.

Entre el 1878 i el 1924 es descrigueren diverses espècies de diplodoc. El primer esquelet fou descobert a Como Bluff, Wyoming, per Benjamin Mudge i Samuel Wendell Williston el 1878, i fou anomenat Diplodocus longus ("llarga biga doble") pel paleontòleg Othniel Charles Marsh aquell mateix any. Des d'aleshores, s'han trobat restes de diplodoc a la formació de Morrison dels estats de Colorado, Utah, Montana i Wyoming. Els fòssils d'aquests animals són comuns, tret del crani, que sovint no es troba en esquelets altrament complets. Tot i que no n'és l'espècie tipus, D. carnegiei és la més ben coneguda i la més cèlebre a causa del gran nombre de motlles del seu esquelet repartits per museus d'arreu del món.
Els dos gèneres de sauròpode de la formació de Morrison, Diplodocus i Barosaurus, tenien ossos dels membres molt similars. En el passat, molts ossos dels membres aïllats eren automàticament atribuïts a Diplodocus, però de fet podrien haver pertanyut a Barosaurus.

### Espècies vàlides
- D. longus, l'espècie tipus, és coneguda a partir de dos cranis i una sèrie caudal de la formació de Morrison de Colorado i Utah.[5]
- D. carnegiei, anomenat en honor d'Andrew Carnegie, és la més ben coneguda, principalment gràcies a un esquelet gairebé complet descobert per Jacob Wortman, del Museu Carnegie d'Història Natural a Pittsburgh (Pennsilvània, i descrit i anomenat per John Bell Hatcher el 1901.
- D. hayi, coneguda per un esquelet parcial descobert per William H. Utterback el 1902 a prop de Sheridan (Wyoming), fou descrita el 1924.[19]

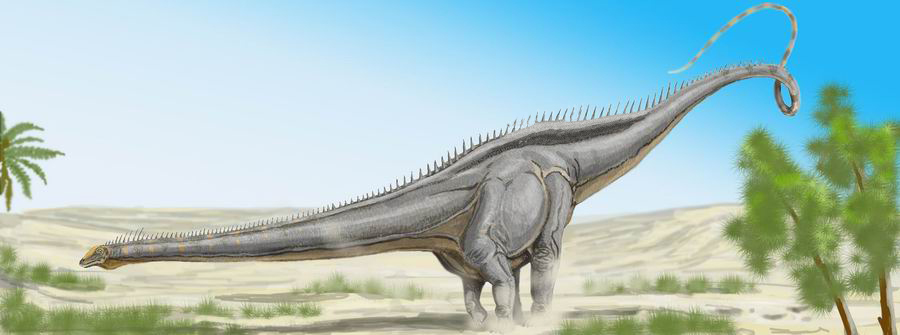
Diplodocus hallorum (antigament conegut com a Seismosaurus)

- D. hallorum, descrit originalment el 1991 per Gillette com a Seismosaurus halli a partir d'un esquelet parcial amb vèrtebres, pelvis i costelles. Olshevsky intentà posteriorment esmenar el nom com a S. hallorum, assenyalant una gramàtica incorrecta per part dels autors originals, una recomanació que ha estat seguida per altres incloent-hi Carpenter (2006). El 2004, una presentació a la conferència anual de la Geological Society of America afirmà que Seismosaurus era un sinònim més modern de Diplodocus.[20]

Aquesta presentació fou seguida per una publicació molt més detallada el 2006, que no només reanomenà l'espècie com a Diplodocus hallorum sinó que també especulà que podria revelar-se ser la mateixa que D. longus. La vista que D. hallorum hauria de ser considerat com un exemplar de D. longus també fou adoptada pels autors d'una redescripció de Supersaurus, refutant una hipòtesi anterior que el sismosaure i el supersaure eren el mateix animal.

### Nomina dubia(espècies dubtoses)
- D. lacustris és un nomen dubium, definit per Marsh el 1884 a partir de restes d'un animal més petit de Morrison (Colorado).[23] Actualment es pensa que aquestes restes pertanyen a un animal immadur, i no una espècie diferent.[24]

## Paleobiologia
Gràcies a l'abundància de restes d'esquelets, Diplodocus és un dels dinosaures més ben estudiats. Molts aspectes del seu estil de vida han estat tema de diverses teories al llarg dels anys.

### Hàbitat

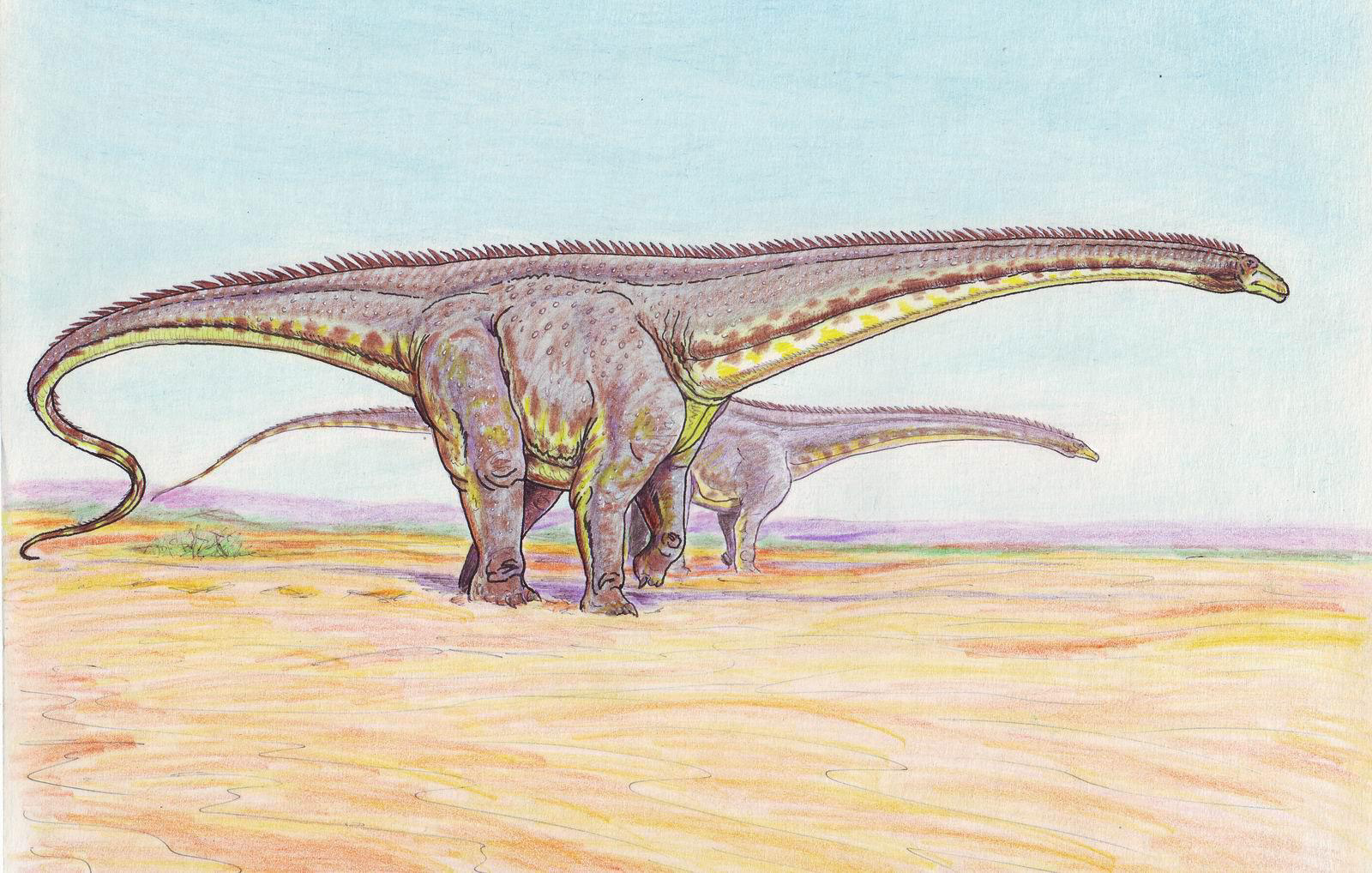
Il·lustració de dos Diplodocus longus.

Marsh i més tard Hatcher assumiren que l'animal era aquàtic a causa de la posició de les seves obertures nasals a l'àpex del crani. Se suposava un comportament aquàtic similar per altres grans sauròpodes com els braquiosaure i l'apatosaure. Aquest concepte d'una existència aquàtica fou refutat més endavant, car es demostrà que la pressió de l'aigua contra el pit del diplodoc hauria estat massa gran per permetre'n la respiració. Des de la dècada del 1970, el consens general és que els sauròpodes eren animals exclusivament terrestres que brostejaven els arbres. Tanmateix, una teoria més recent suggereix que l'hàbitat del diplodoc eren segurament les ribes.

### Postura

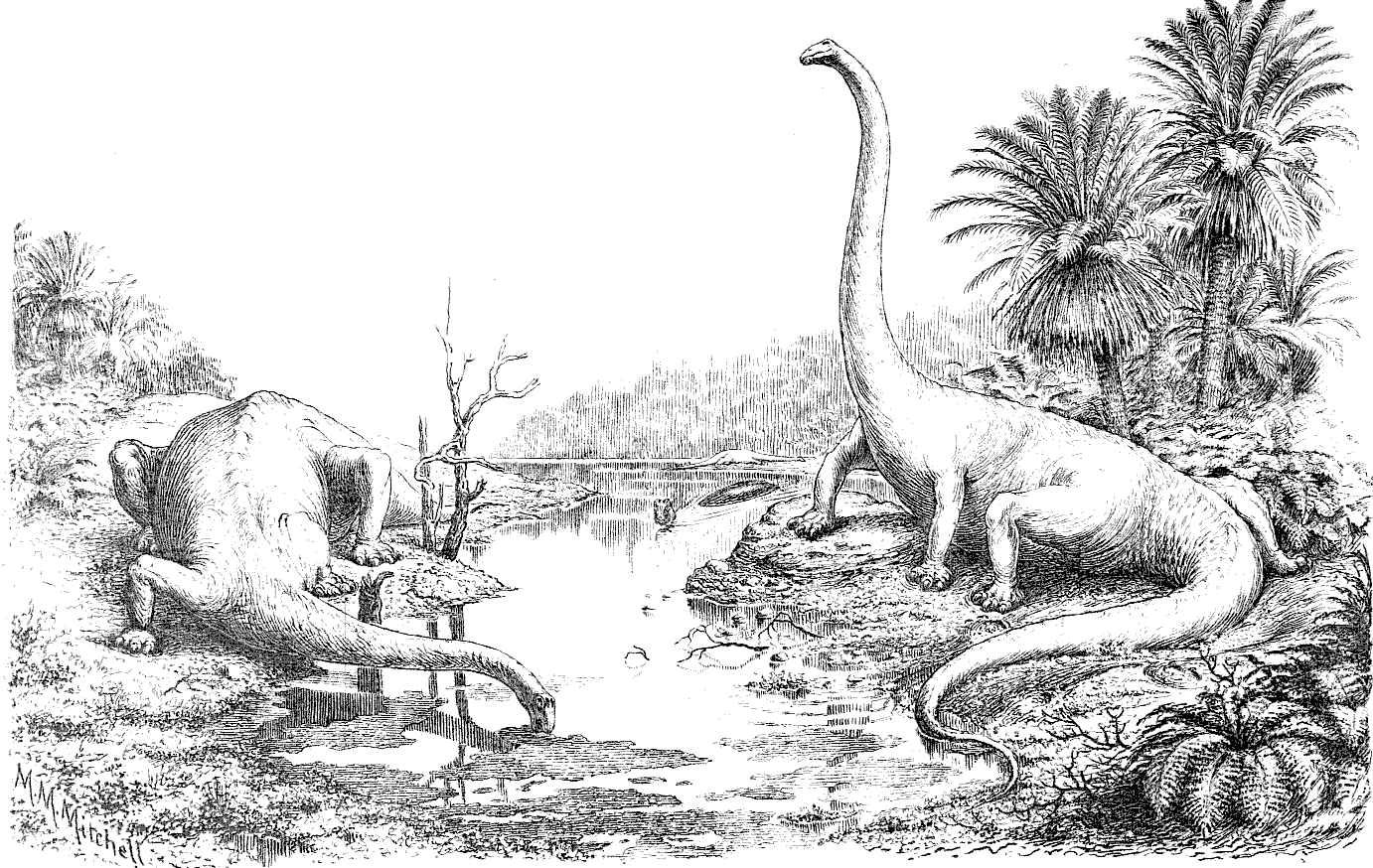
Una representació obsoleta del diplodoc feta per Oliver P. Hay (1910), amb un cap alt i les potes als costats.

La representació de la postura del diplodoc ha canviat considerablement al llarg dels anys. Per exemple, una representació clàssica del 1910 d'Oliver P. Hay representa dos diplodocs amb les potes als costats, com les sargantanes, al costat d'un riu. Hay argumentava que el diplodoc caminava eixancarrat, de manera similar als llangardaixos, amb les potes molt horitzontals al cos, i rebé el suport de Gustav Tornier. Tanmateix, aquesta hipòtesi fou descartada per W. J. Holland, que demostrà que un diplodoc amb les potes al costat hauria necessitat una trinxera per fer-hi passar el ventre.
Més endavant, els diplodòcids foren sovint representats amb els colls ben alts, permetent-los brostejar d'arbres alts. Recentment, els científics han argumentat que el cor hauria tingut dificultats per mantenir una pressió sanguínia suficient per oxigenar el cervell. A més, estudis recents han demostrat que l'estructura de les vèrtebres cervicals no hauria permès que el coll es plegués gaire cap amunt.
Com en el cas del gènere proper Barosaurus, el coll tan llarg del diplodoc és el centre d'una gran polèmica entre els científics. Un estudi del 1992 de la Universitat de Colúmbia de l'estructura del coll dels diplodòcids indicà que els colls més llargs haurien requerit un cor de 1.600 quilograms – una desena part del pes de l'animal. L'estudi suggerí que animals com aquests haurien posseït uns "cors" auxiliars rudimentaris al coll, l'única funció dels quals era bombar sang cap al proper "cor".
Tot i que el coll llarg ha estat interpretat tradicionalment com una adaptació per l'alimentació, un estudi recent suggereix que l'enorme coll del diplodoc i els seus parents podria haver estat una adaptació per atreure les parelles sexuals, i que qualsevol altre benefici hauria estat secundari.

### Dieta
El diplodoc té unes dents altament inusuals en comparació amb altres sauròpodes. Les corones són llarges i esveltes, el·líptiques en visió transversal, mentre que l'àpex forma una punta triangular no gaire punxeguda. El punt de major desgast és a l'àpex, tot i que a diferència de tots els altres patrons de desgast observats entre els sauròpodes, els del diplodoc es troben a la vora labial (de la galta) de les dents superiors i inferiors. El que vol dir això és que Diplodocus i altres diplodòcids tenien un mecanisme d'alimentació radicalment diferent del d'altres sauròpodes. Arrancar les fulles d'una banda d'una branca és el comportament d'alimentació més probable del diplodoc, car això explicaria els patrons de desgats inusuals de les dents, causats pel contacte entre les dents i el menjar. A l'hora d'arrancar fulles d'un sol costat d'una branca, una filera de dents hauria estat utilitzada per arrancar les fulles de la tija, mentre que l'altra filera hauria servit de guia i d'estabilitzador. Amb la regió preorbitària allargada del crani, les porcions de tija més llargues podien ser arrancades en una única acció. A més, la moció cap enrere del maxil·lar inferior hauria contribuït en dos punts importants al comportament d'alimentació: 1) una obertura mandibular superior, i 2) permetia ajustaments precisos de la posició relativa de les fileres de les dents, creant una acció d'arrancada suau.
Amb un coll que es podia flexionar lateralment i dorsoventralment, i la possibilitat d'utilitzar la seva cua i posar-se rampant sobre les seves potes posteriors (capacitat trípode), el diplodoc hauria estat capaç de brostejar a molts nivells (baix, mitjà, alt), fins a aproximadament deu metres per sobre el terra. El radi de moviment del coll també hauria permès al cap pasturar per sota el nivell del cos, fent que alguns científics especulin si el diplodoc s'alimentava de plantes aquàtiques submergides, des de les ribes. Aquesta concepció de la postura d'alimentació rep el suport de les longituds relatives de les potes anteriors i posteriors. A més, les seves dents semblants a una pinça podrien haver estat utilitzades per menjar plantes aquàtiques toves.

### Altres aspectes anatòmics

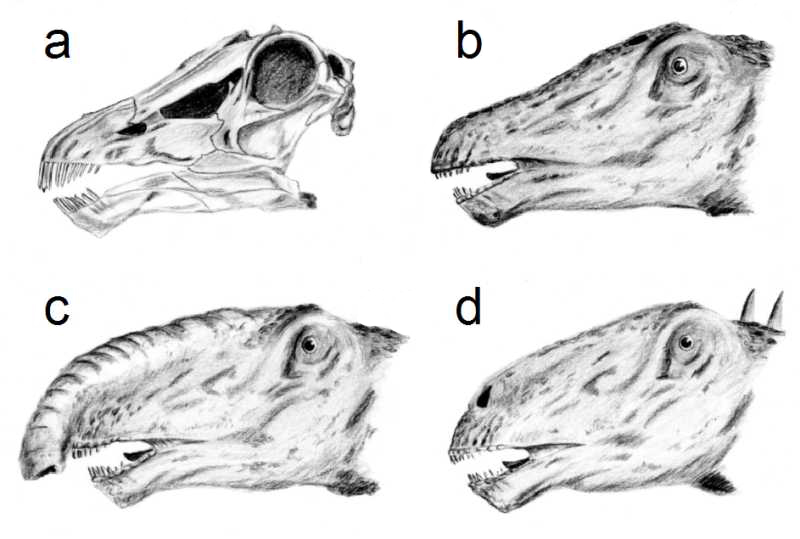
a) crani, b) representació clàssica del cap amb obertures nasals a la part superior, c) la teoria de Bakker d'una trompa, d) representació moderna amb els narius al musell i una possible cambra de ressonància.

El cap del diplodoc ha estat sovint representat amb els narius a la part superior, a causa de la posició de les obertures nasals a l'àpex del crani. Hi ha hagut especulació sobre si una tal configuració significava que el diplodoc podria haver tingut una trompa. Un estudi recent afirmà que no hi havia evidència paleoneuroanatòmica d'una trompa. Cal remarcar que el nervi facial d'un animal amb trompa, com ara un elefant, és gros, car innerva tota la trompa. L'evidència suggereix que el nervi facial és molt petit en el diplodoc. Estudis de Lawrence Witmer (2001) indicaven que, tot i que les obertures nasals es trobaven a una part alta del cap, els narius carnosos es trobaven molt més avall, al musell.
Descobriments recents han suggerit que el diplodoc i altres diplodòcids podrien haver tingut estretes espines ceratinoses al llarg de l'esquena, de manera similar a les iguanes. Aquesta aparença radicalment diferent ha estat incorporada en representacions més recents, notablement Caminant entre Dinosaures (vegeu més avall). Es desconeix exactament quants diplodòcids tenien aquesta característica, i si era present en altres sauròpodes.

### Reproducció i creixement
Tot i que no hi ha indicis dels costums de nius del diplodoc, altres sauròpodes com ara el titanosaure Saltasaurus ha estat associat a nius. Els nius dels titanosaures indiquen que podrien haver post els ous de manera comuna sobre una gran àrea, en múltiples forats poc profunds coberts de vegetació. És possible que Diplodocus hagués fet el mateix. El documental Caminant entre Dinosaures mostra una mare de diplodoc utilitzant un ovipositor per pondre els ous, però és pura especulació per part del documental.
Després d'una sèrie d'estudis de la histologia dels ossos, es creu que Diplodocus, com altres sauròpodes, creixia a un ritme molt ràpid, assolint la maduresa sexual poc després de l'edat de deu anys, però que continuava creixent durant tota la vida. El corrent de pensament anterior afirmava que els sauròpodes continuaven creixent lentament durant tota la vida, i que trigaven dècades a assolir la maduresa.

## Classificació

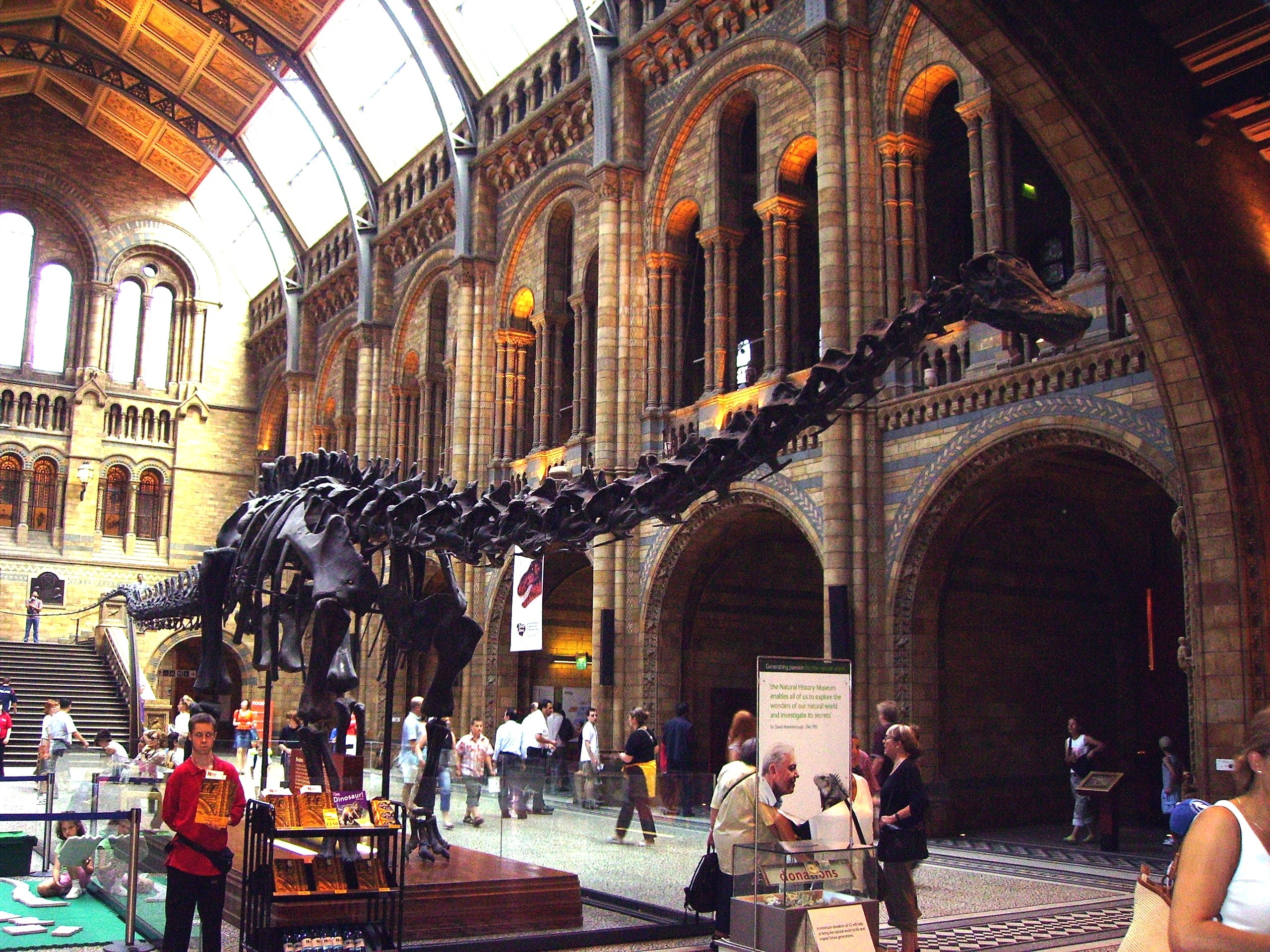
Rèplica muntada de l'esquelet d'un D. carnegiei, al Natural History Museum de Londres.

Diplodocus és alhora el gènere tipus i l'origen del nom de la família dels diplodòcids, la família a la qual pertany. Els membres d'aquesta família, tot i ser massius, són d'una constitució notablement més esvelta en comparació amb altres sauròpodes, com ara els titanosaures i els braquiosaures. Tots es caracteritzen per tenir llargs colls i cues, una postura horitzontal, i les potes anteriors més curtes que les posteriors. Els diplodòcids prosperaren al Juràssic superior de Nord-amèrica i possiblement Àfrica, i sembla que els titanosaures en prengueren el nínxol ecològic durant el Cretaci.
Es creà la subfamília dels diplodocins per incloure-hi Diplodocus i els seus parents més propers, incloent-hi el barosaure. Una espècie més distant és el contemporani apatosaure, que encara és considerat un diplodòcid tot i no ser un diplodocí, car és un membre de la subfamília dels apatosaurins. El dinheirosaure portuguès i el Tornieria africà també han estat identificats com a parents propers del diplodoc per alguns autors.
La superfamília dels diplodocoïdeus inclou els diplodòcids, així com els dicreosàurids, rebbaquisàurids, Suuwassea, Amphicoelias i possiblement Haplocanthosaurus, i/o els nemegtosàurids. Aquest clade és el grup germà del camarasaure, els braquiosàurids i titanosaures; els macronaris.
Tots junts formen el clade dels neosauròpodes; el grup més gran, més divers i amb més èxit de tots els dinosaures sauropodomorfs.

## Aspectes culturals

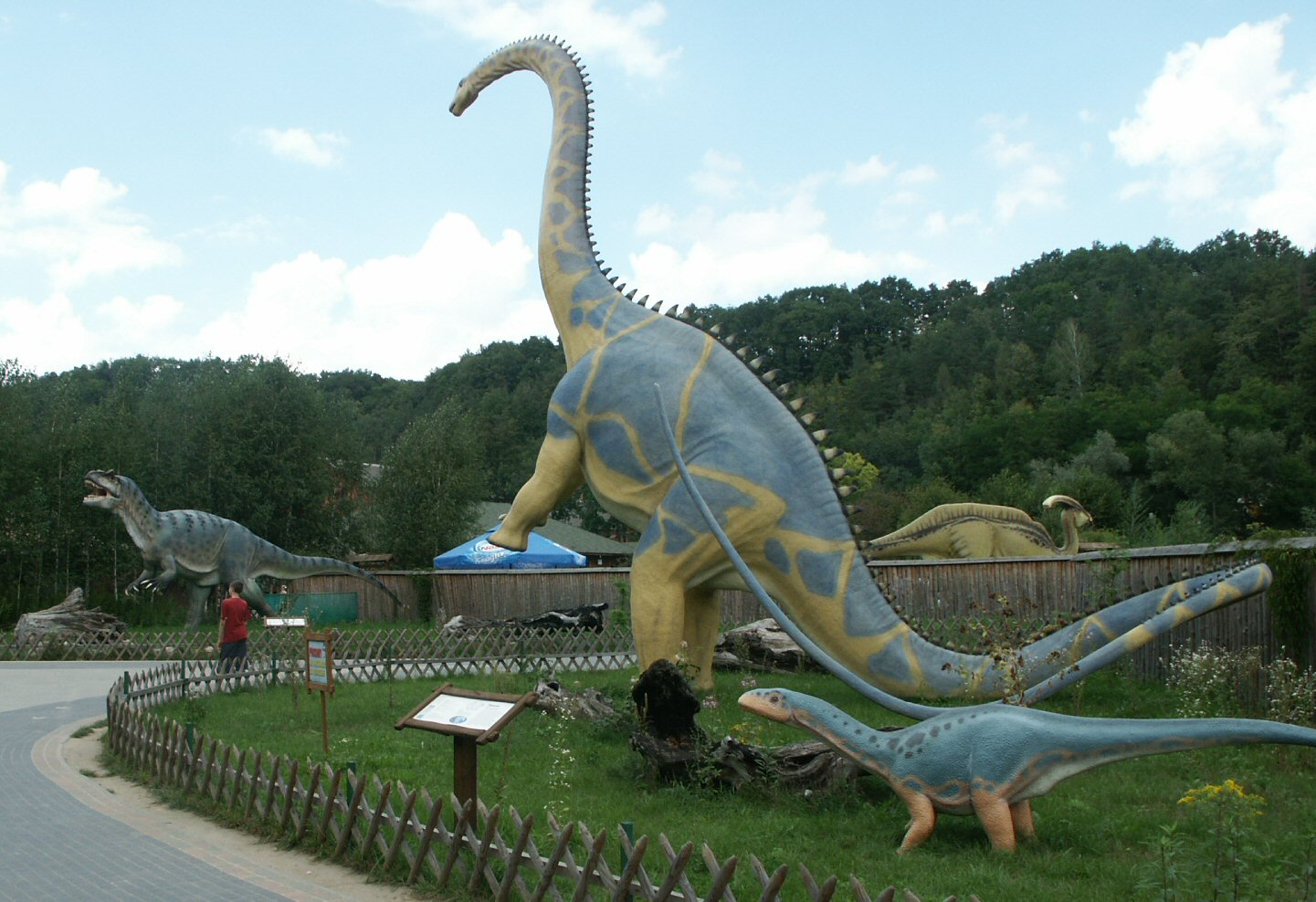
Model de diplodoc sobre les potes posteriors a Bałtów, Polònia.

Diplodocus ha estat un dinosaure cèlebre i ben conegut. Gran part d'això es deu probablement a l'abundància de restes d'esquelets i la seva antiga condició de dinosaure més llarg conegut. Tanmateix, la donació de molts motlles d'esquelets arreu del món fa un segle contribuí molt a fer-lo familiar per la gent de tot el món. Els motlles d'esquelets de diplodoc encara estan exposats en molts museus arreu del món, incloent-hi un inusual D. hayi al Houston Museum of Natural Science, i D. carnegiei al Museu d'Història Natural de Londres, el Museo de Ciencias Naturales de Madrid, Espanya, el Museu de Senckenberg de Frankfurt, Alemanya, el Museu Field d'Història Natural de Chicago i, evidentment, l'original encara està exposat al Museu Carnegie d'Història Natural de Pittsburgh. Un esquelet muntat de D. longus al Smithsonian Museu Nacional d'Història Natural de Washington DC, mentre que un esquelet muntat de D. hallorum (antigament Seismosaurus), que podria ser el mateix que D. longus, es pot veure al New Mexico Museum of Natural History and Science.
Diplodocus ha estat un personatge freqüent en pel·lícules sobre dinosaures, tant documentals com obres de ficció. Aparegué al segon episodi de la guardonada sèrie de televisió de la BBC Caminant entre Dinosaures. L'episodi Terra de gegants segueix la vida d'un Diplodocus simulat, fa 152 milions d'anys. La pel·lícula animada Fantasia mostra molts sauròpodes a la seqüència de La consagració de la primavera, i els de cap més estret podrien ser Diplodocus. En literatura, el llibre de James A. Michener Centennial té un capítol dedicat a Diplodocus, narrant la vida i mort d'un exemplar.
Diplodocus és una figura habitual en les gammes de dinosaures de joguina.